# Ariadna mollis
Ariadna mollis är en spindelart som först beskrevs av Holmberg 1876.  Ariadna mollis ingår i släktet Ariadna och familjen sexögonspindlar. Inga underarter finns listade i Catalogue of Life.